# Združena letalska korporacija
Združena letalska korporacija (rusko Объединённая Авиастроительная Корпорация, Objedinjonaja Aviastroitelnaja Korporacija (OAK)) je ruska letalska korporacija, ki je nastala februarja leta 2006 z združitvijo podjetij Berijev, Iljušin, Irkut, Suhoj, Mikojan-Gurevič, Tupoljev, Jakovljev, KnAAPO in TAPO. V korporaciji so skoraj vsa bivša sovjetska letalska podjetja (biroji), z izjemo Antonova.
Korporacija ima okrog 100.000 zaposlenih.

## Letala trenutno v proizvodnji

### Civilna letala
- Iljušin Il-114
- Iljušin Il-96
- Irkut MS-21
- Suhoj Superjet
- Suhoj Superjet 130
- Suhoj Su-80
- Tupoljev Tu-204

### Transportna letala
- Iljušin Il-114T
- Iljušin Il-96-400T
- Tupoljev Tu-204C

### Namenska letala
- Berijev Be-200

### Vojaška letala
- Iljušin Il-76
  - Iljušin Il-78
- Mikojan-Gurevič MiG-29
  - Mikojan-Gurevič MiG-35
- Suhoj Su-25
- Suhoj Su-27
  - Suhoj Su-30
  - Suhoj Su-33
  - Suhoj Su-34
  - Suhoj Su-35
- Suhoj Su-57
- Jakovljev Jak-130